# 550-talet

## Händelser
- 551 - Beirut förstörs av en jordbävning och av den tsunami som följer därpå.
- 552 - Prins Shotoku inför buddhism i Japan.
- 556 - Västra Weidynastin upphör i Kina.
- 557 - Den nordliga Zhoudynastin inleds i norra Kina, med Zhou Xiao Min Di som första härskare.

## Födda
- Omkring 550 – Bonifatius IV, påve.
- 554 – Suiko, kejsarinna av Japan.

## Avlidna
- 7 juni 555 – Vigilius, påve.